# Постфактум
«Постфа́ктум» (от лат. post factum, «после сделанного») — существовавшее в Москве в 1989—1996 годах и получившее широкую известность первое частное информационное агентство СССР, «неправительственная служба новостей и информации».

## Основание
Идея создания специализирующегося на оказании информационных услуг кооператива, а по сути — независимого информационного агентства, родилась у корреспондента журнала «Огонёк» Владимира Яковлева (в будущем — основателя газеты «Коммерсантъ») и обозревателя (с 1991 года — главного редактора) журнала «Век XX и мир» Глеба Павловского осенью 1987 года.
ИА «Постфактум» (изначально — телетайпное агентство «Постфактум») было основано на базе учреждённой ими же и работавшей с конца 1987 года Справочно-информационной службы «Факт» в марте 1989 года при содействии главы Союза объединённых кооперативов СССР Владимира Тихонова. «Факт» был ориентирован на кооперативы, он предоставлял адреса и телефоны фирм по заданным заказчиком критериям, издавал справочную литературу, нормативные акты и документы, оказывал юридическую помощь. Принцип работы предприятия Владимир Яковлев позже формулировал так:

Все правильные журналистские проекты имеют особенность притягивать к себе информацию… Есть два способа сбора информации: если информация нужна вам, то вы берёте руки в ноги и ходите по городу. Но если кроме вас ещё кому-то нужно, чтобы эта информация у вас была, то вам просто нужно заявить о своём существовании. Мы заявили, и информацию нам стали приносить. Позже «Факт» трансформировался в информационное агентство «Постфактум». Мы решили собирать честные новости и сообщать о них людям.

Председателем совета директоров информационного агентства «Постфактум» и его главным редактором стал Глеб Павловский. Он рассказывает:

Не знаю, в каком состоянии алкогольного бесчувствия мы с Яковлевым выдумали такое название, потому что, согласитесь, для агентства новостей принцип post factum звучит странновато.

## Деятельность
Впервые «Постфактум» публично заявил о себе в мае 1989 года в дни I Съезда народных депутатов СССР, куда был официально аккредитован его репортёр.

### Продукты
Информационное агентство в ежедневном режиме публиковало сводки политических и экономических новостей, справочную информацию. В дополнение к этому еженедельно выходили ньюслеттеры «Постфактума» с оперативной аналитикой и полузакрытой документацией для становящегося на ноги бизнеса в СССР.
С осени 1989 года в «Постфактуме» приступили к формированию корреспондентской сети на местах. В пору своего расцвета эта сеть насчитывала более 100 собственных корреспондентов, правда, по признанию Павловского, она не окупалась. Режим генерации постоянной ленты новостей был запущен с января 1990 года. С осени 1992 года агентство сосредоточилось на круглосуточном освещении событий в регионах России и странах СНГ в режиме получасовых сводок. Каждые сутки подписчики получали до 150 информационных сообщений, а дважды в день — экономические сводки.
Распространение продуктов агентства по подписчикам было организовано по договорам с редакциями СМИ посредством телетайпов и факсов, а для тех из них, у кого таких возможностей не было, курьерской доставкой распечаток в пакетах. Основное техническое обеспечение «Постфактума» (контейнер с компьютерами, факсами и копировальными аппаратами) было предоставлено структурами, аффилированными с Фондом американского финансиста Джорджа Сороса.
Своим основным конкурентом в ИА «Постфактум» видели «Интерфакс» Михаила Комиссара, основанный несколькими месяцами позже, но в итоге оказавшийся успешнее. В начале же 1990-х годов оба агентства по цитируемости шли вровень.

### Бизнес-модель
Сперва предполагалось, что «Постфактум» должен был обслуживать только «Коммерсантъ», но от этой идеи по экономическим причинам быстро отказались. Несмотря на то, что лента «Постфактума» редакциям других крупных СМИ не продавалась (на неё подписывали бесплатно в целях продвижения), модифицированная бизнес-модель существования информационного агентства предусматривала в качестве перспективной основной клиентуры именно редакции СМИ — когда агентство обеспечивает их новостями, а редакции оплачивают его работу.
Но это оказалось просчётом и, по словам Глеба Павловского, привело к структурным конфликтам: СМИ не желали получать новости из единственного источника, а предприниматели в обмен на оплату требовали тот или иной полезный продукт, а не новостной поток как таковой.

## Закат
Летом 1992 года, когда стало ясно, что информационное агентство в экономическом смысле является постоянной обузой для «Коммерсанта», оба предприятия начали самостоятельное существование, а пути двух их основателей — Яковлева и Павловского — окончательно разошлись. В это же время Глеб нашёл новый общий интерес со стремительно разбогатевшим бывшим сотрудником кооператива «Факт» мультимиллионером Ильёй Медковым, главой «Прагма-банка». Медков был заинтересован в возможности вмешиваться в редакционную политику основных информационных агентств России в обмен на финансовую поддержку и стал основным инвестором ИА «Постфактум».
17 сентября 1993 года 26-летний банкир Илья Медков был убит. С 21 сентября вступило в финальную стадию противостояние реформаторов Бориса Ельцина и Верховного Совета РСФСР, закончившееся расстрелом Белого дома в Москве 3—4 октября. За день до этого, 2 октября, газета «Советская Россия» опубликовала «Заявление руководителя агентства „Постфактум“ Глеба Павловского», в котором, в частности, говорилось:

С момента переворота — с 20 часов 21 сентября — государственные СМИ установили полный контроль за сообщаемыми гражданам сведениями… Для профессионала ясно, что государственные информационные программы радио и телевидения, оставшиеся… единственным источником оперативной информации для российских граждан, подвергаются жёсткой повседневной цензуре. В её основе — система давления, коррупции и конформизма, давно насаждаемого правительством в журналистской среде…
Я оставляю все административные должности, которые занимал в агентстве. Положение частного лица представляется мне более естественным для противодействия той угрозе интеллектуальной и политической свободе, в какую вырастает режим личной власти Ельцина. Я абсолютно уверен в профессионализме моих коллег и в том, что они отстоят свою журналистскую независимость, пойдя ради этого на необходимые компромиссы. А я от компромиссов устал.

Таким образом Глеб Павловский ушёл с должности председателя совета директоров «Постфактума» (в 2011 году он охарактеризовал это как «жест отчаяния, а не политика»), однако остался совладельцем и учредителем агентства. После отставки он, по собственной характеристике, сохранял к убыточному агентству «довольно неопределённое отношение».

## Ликвидация
К концу 1994 года большая часть деятельности «Постфактума» оказалась свёрнута. В это время инвесторами информационного агентства оставались структуры-преемницы «Прагмы» Медкова, после чего, по версии Павловского, «Постфактум» был у них выкуплен и закрыт. Часть команды информагентства (в частности, Максим Мейер, Андрей Виноградов, Кирилл Танаев, Симон Кордонский, Денис Драгунский и др.) ушла вслед за Павловским, многие из них — в возникший летом 1995 года Фонд эффективной политики.
Согласно данным РИА «Новости», в 1994 году «Постфактум» был приобретён аффилированным с «Прагма-банком» бизнесом, а в 1996 году прекратил активную работу. В июне 1996 года «Коммерсантъ» сообщал о перебоях с поступлением заказчикам сводок новостей от этого информагентства, хронических невыплатах зарплат его сотрудникам, слухах о финансовых трудностях предприятия, отключении связи в его офисе и др. Тогдашний гендиректор «Постфактума» Владислав Дорофеев в ответ рассказывал, что агентство имеет право изменять количество выпускаемой информации без предварительного уведомления клиентов (подобно тому, как газеты и журналы порой изменяют число страниц), что технические остановки связаны с переездом и переходом на новые технологии, а зарплаты задерживают во многих компаниях.
Одно из последних упоминаний о работе агентства датируется 1998 годом, когда на сервере интернет-провайдера «Ситилайн» появилась объединённая новостная лента СМИ, близких к Борису Березовскому — ОРТ, Агентства политических новостей и «Постфактума».

## Адрес
Агентство за свою историю сменило несколько адресов. Описание дороги до здания по адресу: Россия, Москва, 117926, 5-й Донской проезд, д. 21Б, корп. Ю, где располагался «Постфактум», позже вошло в главу «Дорога Между Гаражами» повести «Чёрный и зелёный» писателя Дмитрия Данилова, в то время одного из сотрудников агентства. Юридически АОЗТ «Постфактум» было зарегистрировано по адресу: Россия, Москва, Хорошевское шоссе, д. 41. Фактически же оно в последние годы своей активности занимало 6 этаж здания по ул. 1905 года, д. 7. В этом же здании находятся редакции некоторых московских СМИ, в том числе газеты «Московский комсомолец».